# The Tattooed Arm (film 1910)
The Tattooed Arm è un cortometraggio muto del 1910. Il nome del regista non viene riportato nei credit del film.

## Trama
Il piccolo Jack finisce su una nave imbarcato come mozzo e di lui si perdono le tracce. Evelyn, la sua fidanzatina, non riesce a dimenticarlo e, quando, ormai adulta, lavorando come infermiera, si prende cura di un marinaio ferito, scopre che si tratta proprio di Jack: sul braccio del marinaio trova lo stesso tatuaggio che ha anche lei, un pegno d'amore che i due bambini si erano fatti fare dopo che il padre di Jack aveva regalato al figlio un dollaro da spendere come voleva.

## Produzione
Il film fu prodotto dalla Lubin Manufacturing Company.

## Distribuzione
Distribuito dalla Lubin Manufacturing Company, il film - un cortometraggio in una bobina - uscì nelle sale cinematografiche statunitensi il 6 gennaio 1910.